# Машикули

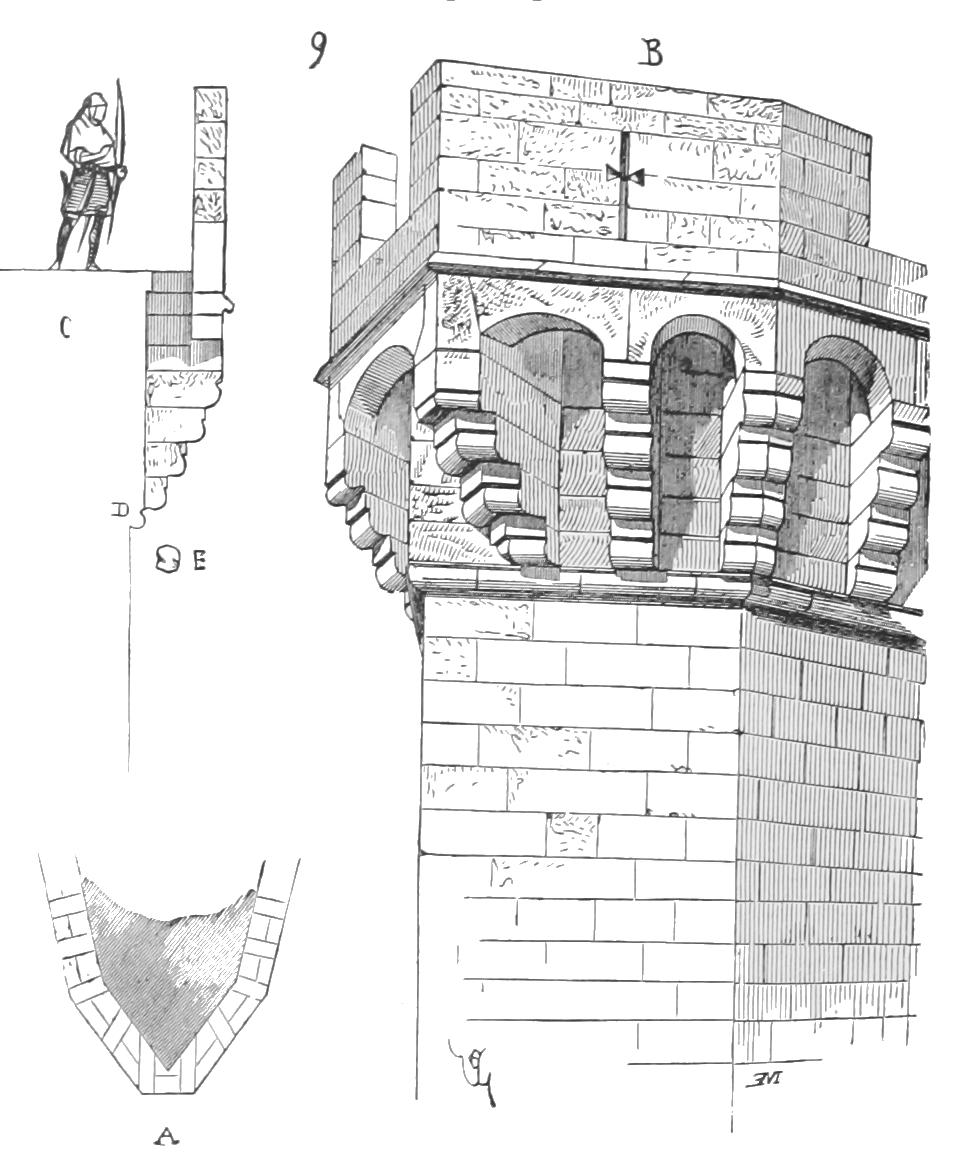
Устройство машикулей. Из книги Э. Виолле-ле-Дюка

Машикули́ (фр. mâchicoulis [maʃikuli, mɑʃikuli], от провансальского machacol: macar — «раздавить, разбить» + col — «шея») — навесные бойницы, расположенные в верхней части крепостных стен и башен, предназначенные главным образом для вертикального обстрела штурмующего стены противника стрелами или ручным огнестрельным оружием, сбрасывания камней, выливания кипятка и смолы; также — галерея или парапет с такими бойницами. В русском крепостном зодчестве употреблялись термины: «бойницы косого боя», «навесной бой», «навесные стрельницы», а также «варницы» и, соответственно, «варовый бой» (от вар — крутой кипяток).

## История

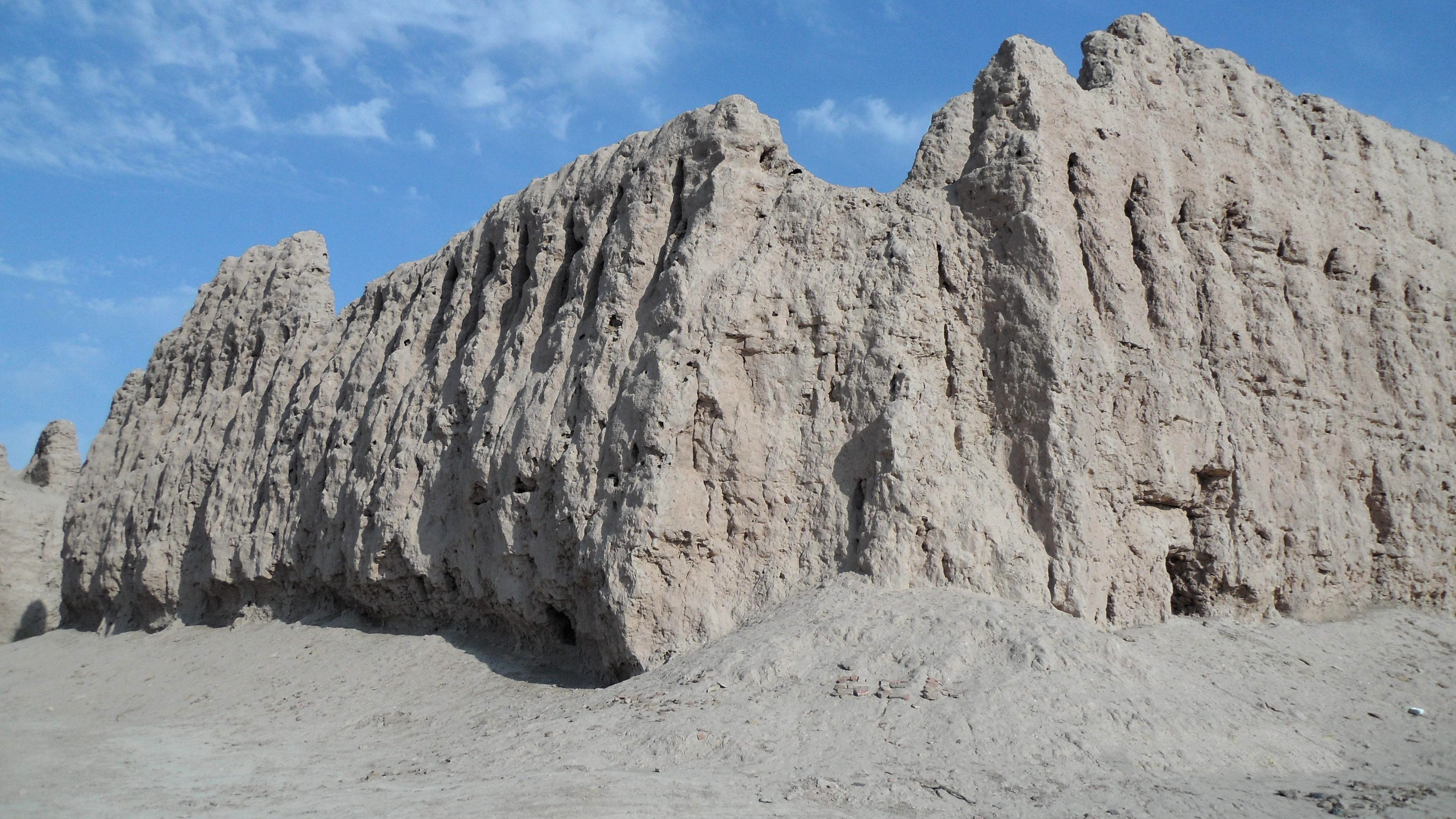
Наклонные бойницы крепости Аяз-Кала, Кушанское царство (III—II вв. до н. э.). Узбекистан

Эпизодическое применение машикулей известно ещё в древнем мире (нураги Сардинии, крепости Центральной Азии), но повсеместно они вошли в крепостную архитектуру в Средневековье: в Европе, на Ближнем Востоке, на Кавказе. В Западной Европе развитым каменным машикулям предшествовали бойницы с наклонной нижней поверхностью, которые, однако, не позволяли обстреливать подножие стен. Выходом из ситуации стали деревянные галереи, сооружаемые перед парапетом стен или башен только на время осады — так называемые гурдиции или хорды с навесными бойницами. При этом наклонные бойницы самого парапета не перекрывались и могли также использоваться. Гурдиции активно сооружались в XII—XIII веках. Ближе к концу этого периода они нередко стали совмещаться с каменными машикулями, которые начали сооружаться после первых крестовых походов и в XIV веке полностью сменили собой гурдиции.
На Руси для обстрела подошвы деревянных крепостей имелись длинные щели под выступающей наружу верхней боевой площадкой или бруствером — заборолом (заборал, облам). В строительство каменных крепостей на Руси машикули были привнесены в конце XV века итальянскими архитекторами.

## Устройство

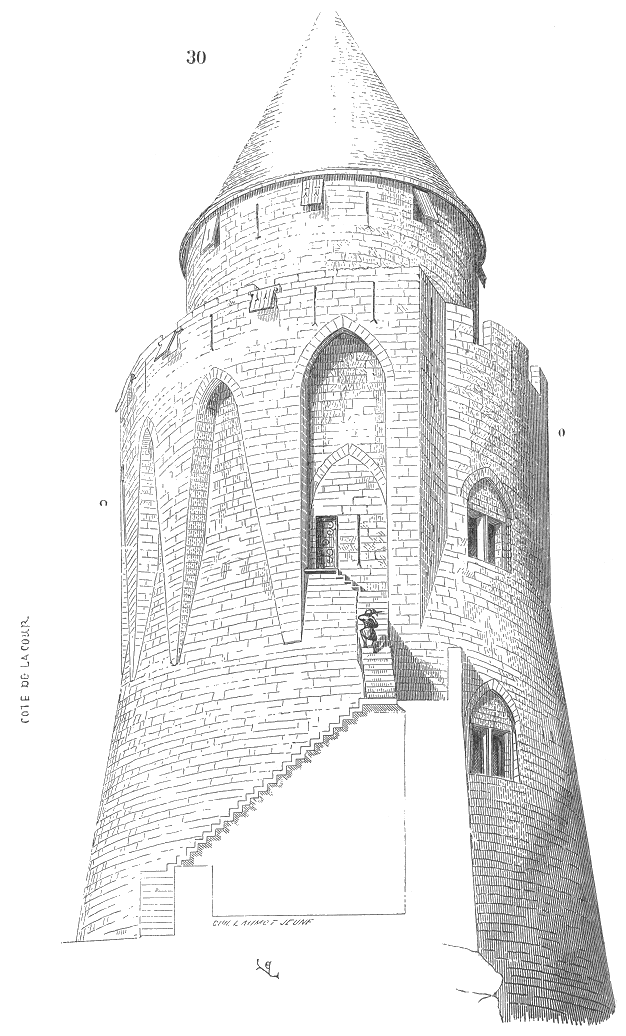
Реконструкция предположительно первых машикулей в Европе. Донжон замка Шато-Гайар

Машикули использовались для ликвидации непростреливаемого (мёртвого) пространства у подошвы стен, возникавшего при ведении оборонительного огня из бойниц, так как они давали возможность обстреливать местность лишь на некотором удалении от подошвы стен. Машикули устраивались посредством создания свесов у брустверной стенки. При этом парапет бруствера несколько выдвигался вперёд от плоскости стены. В случае, если для выноса парапета использовались кронштейны, в качестве машикулей применялись щели между ними (преобладающий способ в европейском крепостном строительстве). Если же вынос бруствера осуществлялся посредством общего изменения формы кладки стен, в вынесенной вперед части устраивались бойницы, имевшие большой угол наклона (преобладает в русском крепостном зодчестве). Популярность машикули не везде была одинаковой. Если, например, во Франции их применяли очень широко, то в Англии их обычно устраивали только над входом.

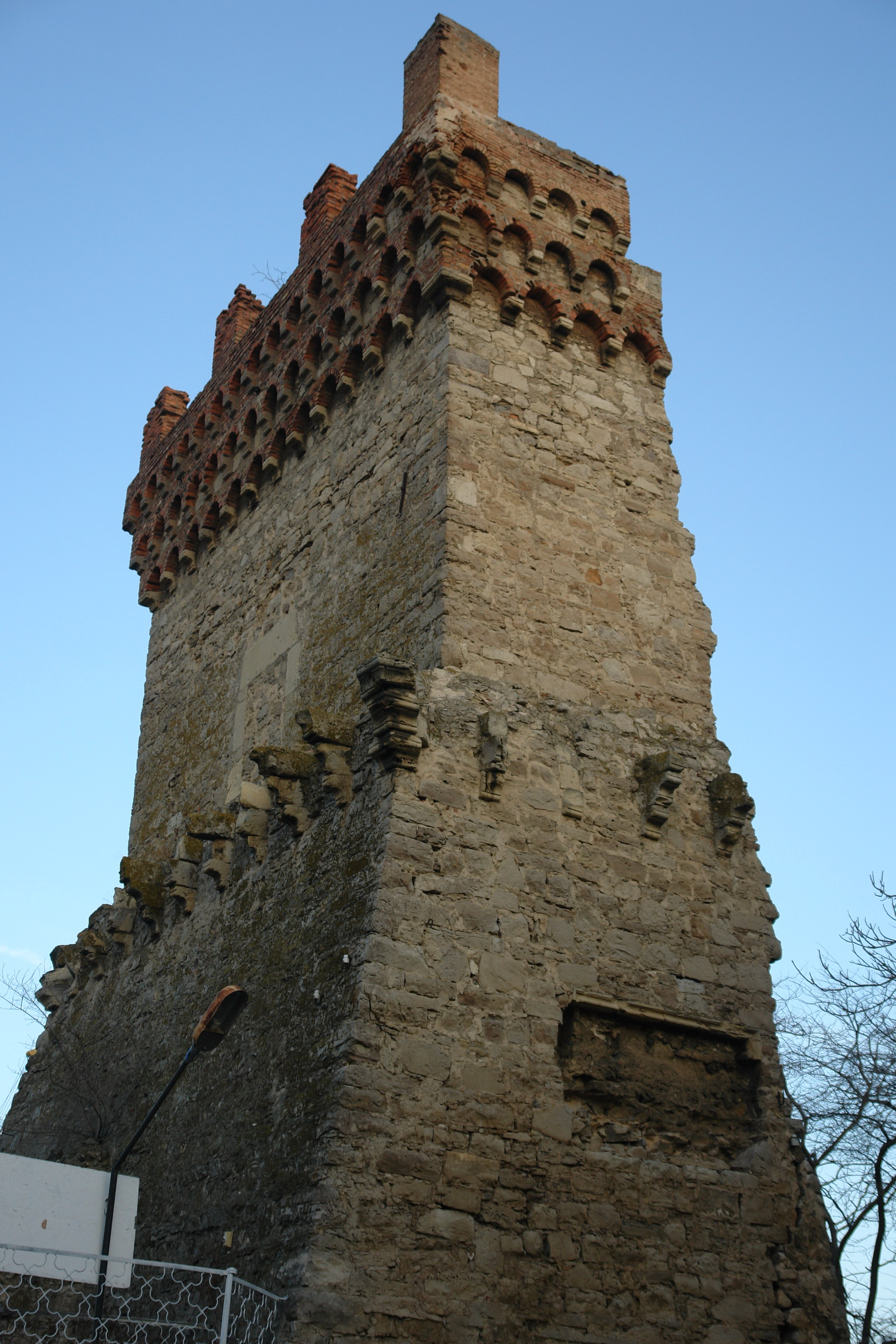
Кронштейны машикулей на башне Константина. XIV-XV вв., крепость Каффа

Другой разновидностью машикулей являются бойницы, устроенные без выноса вперёд парапета — просто в вертикальных стенах. Они часто имеются в стенах монастырей на Руси, где их ряды образуют средний уровень боя (хотя их тыльная часть находится на уровне верхнего боя или боевого хода). Реже их использовали в стенах и башнях кремлей. Подобные машикули также весьма характерны для крепостей Центральной Азии, где строительство из необожжённого кирпича или глинобитное (из пахсы) исключало возможность сооружения выдвинутого бруствера.
На Руси встречаются и двойные ряды машикулей: с верхнего боевого хода и со среднего. Это происходило в случае наращивания высоты стен (Троице-Сергиева лавра).
Известны и фальшивые, или ложные, машикули (Тульский кремль). При этом делается очень небольшой вынос за линию стены и нет сквозных отверстий бойниц. Имеются также варианты, когда в одном ряду чередуются фальшивые и настоящие машикули.
Разновидностью машикулей являются балкончики бретеш или мушараби, устраиваемые как в наиболее ответственных участках обороны, так и по всему периметру крепости. Они были распространены как в Западной Европе, так и на Востоке, в том числе имелись на кавказских боевых башнях. Ещё одним специфическим типом машикулей можно считать так называемые «дыры-убийцы» — отверстия в потолках и сводах воротных проездов, через которые защитники крепости поражали ворвавшегося в проезд противника камнями и стрелами, поливали кипятком и т. п.

## Поздний этап
С появлением огнестрельного оружия и переходом к бастионной системе укреплений машикули постепенно утратили своё оборонительное значение. Однако во второй половине XIX века, с распространением романтизма и интереса к культуре средневековья, машикули снова вводятся в архитектуру, но уже в качестве декоративного элемента (впервые — в псевдоготике). Как элемент архитектурного оформления, машикули используются для символического уподобления сооружения за́мку или для напоминания о его реальном или игровом фортификационном прошлом. Помимо неоготики, декоративные машикули получили широкое распространение в архитектуре неоренессанса, в классицизме же используются редко.